# Parlamentswahl in Bangladesch 2001
Die Parlamentswahl in Bangladesch 2001 fand am 1. Oktober 2001 statt. Gewählt wurden 300 Abgeordnete des Jatiya Sangsad, des Einkammerparlaments von Bangladesch. Es handelte sich um die achte Parlamentswahl seit der Unabhängigkeit des Landes.

## Vorgeschichte

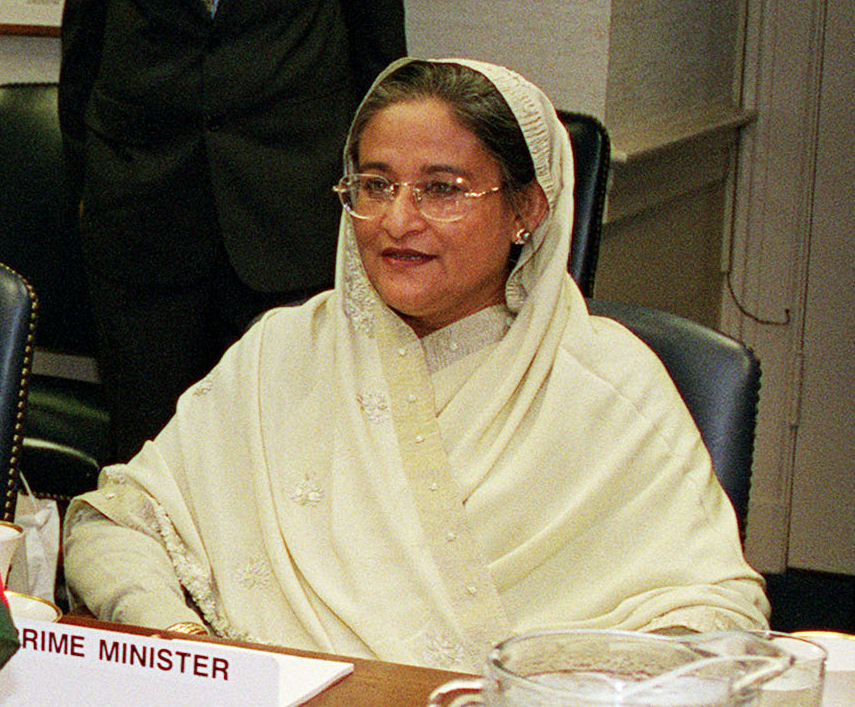
Hasina Wajed (Scheich Hasina, Awami-Liga), Premierministerin 1996 bis 2001

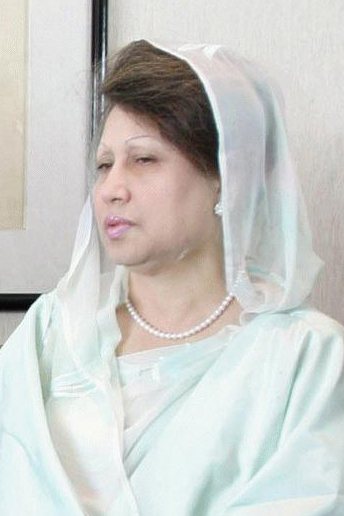
Khaleda Zia (2004), Oppositionsführerin und BNP-Vorsitzende

Bei der letzten Parlamentswahl im Juni 1996 hatte die Awami-Liga eine Mehrheit der Mandate errungen und Hasina Wajed war zur Premierministerin gewählt worden. Ab dem Jahresbeginn 2001 sah sich ihre Regierung zunehmend in der Kritik, da die Regierung nicht in Lage schien, die zunehmende Gewalt und Gesetzlosigkeit im öffentlichen Raum einzudämmen. In allen größeren Städten Bangladeschs gab es regelmäßig Schießereien und bei Polizeirazzien wurden häufig Waffenlager und Sprengsätze entdeckt. Das Land schien in Richtung Anarchie zu driften. Die Awami-Liga-Regierung räumte dieses Defizit auch ein, gab jedoch der Opposition die Schuld an den Verhältnissen, da diese die Regierung systematisch destabilisieren wolle. Die von der Bangladesh Nationalist Party (BNP) geführte Opposition versäumte es, die eklatanten Missstände für ihre Zwecke zu instrumentalisieren. Gegen die Stimmen der Opposition und Bedenken von Menschenrechtsaktivisten verabschiedete die Regierung den Public Safety Act, ein Sondergesetz, das der Regierung erweiterte polizeiliche Vollmachten gab. In der Folgezeit nutzte die Regierung das Gesetz auch massiv zur Einschüchterung der Opposition und zur Verhaftung von Oppositionspolitikern. Es gab Berichte über staatliche Korruption, Morde und Revanche-Morde mit staatlicher Involvierung, Selbstjustiz, illegaler Beschlagnahmung von privatem Besitz, so dass die Bilanz der Awami-Regierung in der Öffentlichkeit zunehmend in ein schlechtes Licht geriet.
Die Premierministerin versuchte, die Oppositionsfront zu spalten, indem sie den Ex-General und Vorsitzenden der Jatiya Party Hossain Mohammad Ershad, der sich nach seiner Verurteilung wegen Korruption auf Bewährung auf freiem Fuß befand, erneut inhaftieren ließ. Er wurde dann wieder aus dem Gefängnis entlassen unter der nicht öffentlich ausgesprochenen Bedingung, dass er die Koalition mit der BNP aufkündigen solle, was er dann auch prompt tat.  Ershads Jatiya Party schloss sich mit mehreren überwiegend islamistischen Parteien zu einer Wahlallianz, der Islami Jatiya Oikya Front zusammen. Trotz des Austritts der Jatiya Party aus dem Oppositionsbündnis hatte dieses im Wesentlichen weiter Bestand. Die machtpolitischen Manöver Hasina Wajeds schadeten insgesamt dem Ansehen der Premierministerin und spielten der Opposition in die Hände.
Im März 2001 kündigte die Premierministerin Wahlen für den Sommer des Jahres an. Allerdings erfolgte die Übergabe der Exekutivgewalt an die in der Verfassung vorgesehene Treuhänder-Regierung (die eine freie und unmanipulierte Wahl gewährleisten sollte) erst am 15. Juli 2001, als der pensionierte ehemalige oberste Richter Latifur Rahman als Chef der Treuhänderregierung durch Präsident Shahabuddin Ahmed vereidigt wurde. Rahman veranlasste einen Personalaustausch an der Spitze der wichtigsten Behörden. Damit wurde den Befürchtungen der Opposition Rechnung getragen, dass die weiter in Schlüsselpositionen im Amt befindlichen Vertrauensleute Hasina Wajeds die Wahl in deren Sinne beeinflussen könnten. Die Treuhänder-Regierung befand sich in einer schwierigen Lage und musste den Balanceakt vollbringen, mit ihren Maßnahmen keine der beiden politischen Lager zu sehr vor den Kopf zu stoßen.

## Ablauf der Wahl
Die Wahl fand als einfache Mehrheitswahl in 300 Ein-Personen-Wahlkreisen statt. Die letzte Neufestsetzung der Wahlkreisgrenzen hatte es im Jahr 1985 gegeben (1995 waren minimale Korrekturen erfolgt). Aufgrund des ungleichen Bevölkerungswachstums war es seitdem zu erheblichen Ungleichgewichten in Bezug auf die Bevölkerungszahl der einzelnen Wahlkreise gekommen, so dass insbesondere stark urbanisierte Gebiete relativ unterrepräsentiert waren.
Kandidaten konnten bis zum 29. August 2001 ihre Kandidatur anmelden. Über die Zulassung zur Wahl wurde am 30. und 31. August 2001 entschieden. An der Wahl nahmen 54 politische Parteien teil, von denen viele allerdings mehr oder weniger Ein-Personen-Veranstaltungen waren. Von den insgesamt 1939 Kandidaten bewarben sich 33 Kandidaten in mehr als einem Wahlkreis (Hasina Wajed und Khaleda Zia kandidierten jeweils in 5 Wahlkreisen). 38 Kandidaten (2 Prozent) waren Frauen. Die Wahl fand zwischen 8:00 Uhr und 16:00 Uhr Ortszeit in landesweit 29.978 Wahllokalen statt. Auf Veranlassung der Treuhänderregierung wurde während der Wahl die Armee eingesetzt, um für geordnete Verhältnisse zu sorgen.
Der Ablauf der Wahl wurde von Beobachtermissonen der EU, einer Delegation unter Ex-US-Präsident Jimmy Carter und von der bangladeschischen Menschenrechtsvereinigung Odhikar sowie dem Asian Network For Free Elections (ANFREL) beobachtet. Ungeachtet der ausgeprägten Gewalttätigkeiten und Übergriffe wurde die Wahl als die faireste Wahl, die Bangladesch bisher erlebt hatte, und als im Großen und Ganzen „frei, fair, friedlich und geordnet“ gelobt.

## Ergebnisse

### Landesweites Gesamtergebnis
Die Gesamtzahl der angegebenen Stimmen belief sich auf 56.185.707, was bei 74.946.364 Wahlberechtigten einer Wahlbeteiligung von 75,59 % entsprach. 623.661 Wahlberechtigte (0,8 %) in 204 Wahllokalen in 86 Wahlkreisen konnten aufgrund äußerer Umstände am Wahltag nicht abstimmen. Da die Wahl zu ganz eindeutigen Mehrheitsverhältnissen führte, wurde in diesen Wahllokalen keine Nachwahl abgehalten. 55.736.625 Stimmen waren gültig (99,2 %) und 449.082 (0,8 %) ungültig. Weil der BNP-Kandidat im Wahlkreis Cox Bazar-3 (296) überraschend verstorben war und weil eine Beschwerde gegen die Annullierung von 7 Wahllokalen im Wahlkreis Munshigonj-4 eingereicht wurde, fanden die Wahlen in Cox Bazar-3 erst am 1. November 2001 und in den fehlenden Wahlbezirken von Munshigonj-4 (179) am 10. November 2001 statt.
| Partei                                            | Symbol           | Kandidaten | Gewonnene Wahlkreise | Stimmen    | in Prozent der gültigen Stimmen |
| ------------------------------------------------- | ---------------- | ---------- | -------------------- | ---------- | ------------------------------- |
| Bangladesh Nationalist Party (BNP)                | Reisbündel       | 0252       | 193                  | 22.833.978 | 040,97                          |
| Awami-Liga                                        | Boot             | 0300       | 062                  | 22.365.516 | 040,13                          |
| Islami Jatiya Oikya Front                         | Pflug            | 0281       | 014                  | 4.038.453  | 07,25                           |
| Jamaat-e-Islami Bangladesh                        | Schere           | 031        | 017                  | 2.385.361  | 04,28                           |
| Parteilose                                        | –                | 0486       | 06                   | 2.262.073  | 04,06                           |
| Jatiya Party (N-F)                                | Reisbündel (N-F) | 011        | 04                   | 621.772    | 01,12                           |
| Islami Oikya Jote                                 | Reisbündel/Minar | 07         | 02                   | 376.343    | 00,68                           |
| Krisak Sramik Janata League                       | Gamucha          | 039        | 01                   | 261.344    | 00,47                           |
| Jatiya Party (Manju)                              | Fahrrad          | 0140       | 01                   | 243.617    | 00,44                           |
| Jatiya Samajtantrik Dal                           | Fackel (Mashal)  | 076        | 0                    | 119.382    | 00,21                           |
| Bangladesh Communist Party                        | Sichel           | 064        | 0                    | 56.991     | 00,10                           |
| Workers Party of Bangladesh                       | Hammer           | 032        | 0                    | 40.484     | 00,07                           |
| Bangladesh Islami Front                           | Kerze            | 018        | 0                    | 30.761     | 00,06                           |
| Bangladesh Samajtantrik Dal (BASAD-Khalekuzzaman) | Vorhängeschloss  | 037        | 0                    | 21.164     | 00,04                           |
| Jamiate Ulamae Islam Bangladesh                   | Dattelpalme      | 01         | 0                    | 19.256     | 00,03                           |
| Bangladesh Khelafat Andolon                       | Banyanbaum       | 030        | 0                    | 13.472     | 00,02                           |
| 39 weitere Kleinparteien                          | (verschiedene)   | 0134       | 0                    | 46.658     | 00,07                           |
| Insgesamt                                         | Insgesamt        | 1939       | 300                  | 55.736.625 | 100,00                          |

### Nachwahlen
Da mehrere Kandidaten in mehreren Wahlkreisen gleichzeitig kandidiert hatten und dabei mehr als einen Wahlkreis gewonnen hatten (Khaleda Zia hatte 5 und Hasina Wajed 4 Wahlkreise gewonnen), konnten sie nur ein Mandat annehmen. In den anderen Wahlkreisen mussten Nachwahlen erfolgen. Dies betraf die folgenden 11 Wahlkreise: Bogra-7 (42), Khulna-2 (100), Feni-1 (266), Lakshmipur-2 (276), Narail-1 (93), Narail-2 (94), Barguna-3 (112), Moulavibazar-3 (236), Manikgonj-2 (173), Faridpur-4 (212), Munshigonj-1 (176). In zwei Nachwahlterminen am 12. November 2001 und 17. Januar 2002 gingen 9 Mandate an die BNP (davon 4 ohne Gegenkandidat), eines an Islami Okiya Jote und eines an einen Unabhängigen. Durch die Nachbesetzungen gewann die BNP in der Summe zwei Mandate (195 statt 193), die Awami-Liga verlor 4 (58 statt 62), Islami Okiya Jote gewann ein Mandat (3 statt 2) und es kam ein Unabhängiger hinzu (7 statt 6).

### Gewonnene Wahlkreise nach Divisionen
Die BNP gewann in 5 der 6 Divisionen Bangladeschs die absolute Mehrheit der Wahlkreise. Nur in Sylhet erreichte sie nur eine relative Mehrheit. Ihr bestes Ergebnis erzielte sie in der Division Chittagong.
| Division   | BNP | Awami-Liga | Jamaat | Islami Jatiya Oikya Front | Jatiya Party (N-F) | Islami Okiya Jote | Krishak Sramik Janata League | Jatiya Party (Manju) | Unabhängige | Sitze insgesamt |
| ---------- | --- | ---------- | ------ | ------------------------- | ------------------ | ----------------- | ---------------------------- | -------------------- | ----------- | --------------- |
| Barishal   | 18  | 2          | 1      | 0                         | 0                  | 0                 | 0                            | 1                    | 1           | 23              |
| Chittagong | 50  | 4          | 2      | 0                         | 1                  | 1                 | 0                            | 0                    | 1           | 59              |
| Dhaka      | 56  | 30         | 0      | 0                         | 0                  | 0                 | 1                            | 0                    | 3           | 90              |
| Rajshahi   | 42  | 9          | 6      | 14                        | 1                  | 0                 | 0                            | 0                    | 0           | 72              |
| Khulna     | 20  | 6          | 7      | 0                         | 2                  | 2                 | 0                            | 0                    | 0           | 37              |
| Sylhet     | 9   | 7          | 1      | 0                         | 0                  | 0                 | 0                            | 0                    | 2           | 19              |
| Gesamt     | 195 | 58         | 17     | 14                        | 4                  | 3                 | 1                            | 1                    | 7           | 300             |

### Karte der Wahlkreisergebnisse

Wahlergebnisse in den Wahlkreisen (zur Wahlkreiseinteilung siehe die Liste der Wahlkreise in Bangladesch)

## Nach der Wahl

Zusammensetzung des Parlaments ab Januar 2002:

Kurz vor der Wahl erwarteten die meisten Beobachter einen knappen Wahlausgang, möglicherweise mit dem Ergebnis eines hung parliaments. Die beiden Hauptprotagonistinnen Hasina Wajed und die BNP-Vorsitzende Khaleda Zia prognostizierten jeweils für ihre Parteien eine Wahlsieg. Ershad erklärte, dass keine der beiden Parteien eine Mehrheit erlangen werde und dass die Jatiya Party damit das entscheidende Zünglein an der Waage sein werde. Insofern war der sehr deutliche Wahlsieg der BNP-geführten Koalition eine Überraschung, allerdings auch mehr ein Effekt des geltenden Mehrheitswahlrechts, da die beiden großen Parteien fast gleich viel Stimmen erhalten hatten (40,97 % gegenüber 40,13 %). Die Nachwahlen mitberücksichtigt gewann die BNP 195 der 300 Wahlkreise (65,0 %) und lag damit knapp vor einer Zweidrittelmehrheit. Die beiden mit der BNP verbündeten islamistischen Parteien Jamaat-e-Islami und Islami Oikya Jote gewannen 17 (5,7 %) und 3 (1 %) Mandate. Der relative Erfolg dieser beiden islamistischen Parteien und deren anschließende Regierungsbeteiligung  wurde weltweit beachtet, da sich am 11. September 2001, knapp drei Wochen vor dem Wahltermin, die islamistischen Terroranschläge auf das World Trade Center ereignet hatten und US-Präsident George W. Bush den Krieg gegen den Terror und insbesondere gegen die Taliban in Afghanistan ausgerufen hatte. Am 10. Oktober 2001 wurde Khaleda Zia als neue Premierministerin vereidigt.
Nach der Wahl kam es zu erheblichen Gewaltexzessen, die vor allem von Anhängern der siegreichen Parteien BNP und Jamaat gegen Awami-Anhänger verübt wurde. Überproportional war die Hindu-Minderheit von der Gewalt betroffen. Die neue BNP-geführte Regierung schaffte es in dem Jahr nach der Wahl nicht, die Gesetzlosigkeit im öffentlichen Raum einzudämmen, so dass die Deliktzahlen sogar noch anstiegen. Bis zum Oktober 2002 gab es pro Monat durchschnittlich 325 Morde, 300 Vergewaltigungen und etwa 18 Säureattentate.

## Spätere Hinzuwahl von weiblichen Abgeordneten im Jahr 2005
Um den Anteil von Frauen im Parlament zu erhöhen, sah die bangladeschische Verfassung in einer temporären Verfügung vor, dass eine bestimmte Anzahl von Parlamentssitzen für weibliche Abgeordnete reserviert sein sollten. Diese Abgeordneten wurden indirekt gewählt, d. h. durch das Parlament hinzugewählt. Die Zahl dieser reservierten Sitze betrug anfänglich 15 und ab dem Jahr 1979 30. Diese Bestimmung lief im Jahr 1987 aus, wurde aber 1990 wieder in Kraft gesetzt und lief im Jahr 2000 erneut aus. Im 2001 neu gewählten Parlament waren nur 6 der 300 Abgeordneten Frauen (2 %). Frauenrechtsgruppen setzten sich für eine neue Quotenregelung ein. Am 16. Mai 2004 verabschiedete das Jatiya Sangsad mit der komfortablen Zweidrittelmehrheit der Regierungsparteien den 14. Verfassungszusatz, nach dem für die kommenden 10 Jahre jeweils 45 weibliche Abgeordnete hinzugewählt werden sollten. Im Unterschied zu früheren Regelungen, wo die jeweilige Mehrheitsfraktion alle hinzugewählten Abgeordneten hatte bestimmen können, waren diese künftig  entsprechend dem Sitzanteil der Parteien zu vergeben. Die 45 Frauen wurden am 6. September 2005 bzw. 2. Oktober 2005 hinzugewählt, so dass sich damit die Abgeordnetenzahl des Parlaments auf 345 erhöhte.